# Ponoka (Alberta)
Ponoka è una città del Canada, situata nella provincia canadese dell'Alberta. Dista 59 km da Red Deer, e 95 km da Edmonton. 
Il nome Ponoka deriva dalla lingua siksika e vuol dire alce, che è inoltre l'animale raffigurato nella bandiera della città.

## Storia
Ponoka è stata fondata su un terreno a nord di Fort Ostell nel 1905 come punto di passaggio per la ferrovia che collegava Edmonton e Calgary.

## Società

### Evoluzione demografica
Al censimento del 2011, Ponoka aveva una popolazione di 6.773 abitanti, con una variazione del 3% rispetto al 2006 quando gli abitanti erano 6.576. Con una superficie totale di 13,05 km², aveva una densità abitativa di 519 ab/km². Nel 2012 la popolazione era di 6.778 unità.
Nel 2006, Ponoka aveva una popolazione di 6.576 abitanti distribuiti nelle 2.771 abitazioni, con un incremento del 3,5% rispetto al 2001. La città aveva una superficie di 13,05 km² e una densità abitativa di 504,1/km².

## Economia
Sono presenti diverse industrie agricole, petrolchimiche e olifici.

### Servizi
Il servizio antincendio è fornito dai Vigili del Fuoco Volontari di Ponoka. La polizia è sotto la responsabilità della Royal Canadian Mounted Police. Il servizio giudiziario è fornito con la collaborazione dell'RCMP.
Le strutture sanitarie di Ponoka sono l'Ospedale di Ponoka e il Care Centre, il Centro per la Salute Mentale e il Brain Injury, il Northcott Care Centre, e il Rimoka Housing Facility. L'Ospedale di Ponoka offre un'assistenza medica generale, mentre il Centro per la salute mentale è famoso per la cura delle lesioni cerebrali. Il Northcott Care Centre e Rimoka Housing Facility offrono cure per i disabili e per gli anziani.

## Arte e cultura
A Ponoka ha luogo ogni anno il Ponoka Stampede, un rodeo di sette giorni che si tiene verso la fine di giugno e l'inizio di luglio, solitamente coincide con il Canada. Questo evento attira sia tifosi del rodeo sia altri turisti.

## Attrazioni
- The Wolf Creek Trail
- Ponoka Community Golf Course
- Centennial Park Lion
- Centennial Time Capsule
- Fort Ostell Museum